# La donna e l'uomo
La donna e l'uomo è un film muto italiano del 1923 diretto da Amleto Palermi.